# Mark West
Pour les articles homonymes, voir West.
Mark Andre West (né le 5 novembre 1960 à Petersburg, Virginie) est un joueur américain de basket-ball. Pivot de 2,10 m issu de l'université Old Dominion, il dispute 17 saisons (1983-2000) en NBA sous les couleurs des Mavericks de Dallas, des Bucks de Milwaukee, des Cavaliers de Cleveland, des Suns de Phoenix, des Pistons de Détroit, des Pacers de l'Indiana et des Hawks d'Atlanta. West est un joueur clé des Suns de Phoenix qui s'inclinent en Finale NBA face aux Bulls de Chicago en 1993. Il marque 6259 points et prend 5347 rebonds en carrière. Il se classe au 2e rang de l'histoire de la ligue (derrière Artis Gilmore) au pourcentage de réussite aux tirs en carrière (58,03 %).
Il fait partie de l'équipe américaine au championnat du monde 1982, qui gagne la médaille d'argent.

## Pour approfondir
- Liste des joueurs en NBA ayant joué plus de 1 000 matchs en carrière.
- Liste des meilleurs contreurs en NBA en carrière.